# Naramowice
Naramowice (niem. Narmowitz, Guntershausen) – część miasta Poznania i jednocześnie jednostka obszarowa w Systemie Informacji Miejskiej (SIM), położona w północnej części miasta na osiedlu samorządowym Naramowice.

## Położenie
Według Systemu Informacji Miejskiej jednostka obszarowa Naramowice znajduje się w granicach:
- od północy i wschodu: torami kolejowymi a następnie rzeką Wartą;
- od południa: ulicą Lechicką do Umultowskiej wyłączając teren Wilczego Młyna;
- od zachodu: ulicą Umultowską ku torom kolejowym.

Graniczy z takimi jednostkami obszarowymi Systemu Informacji Miejskiej jak: Umultowem na północy i północnym wschodzie, Piątkowem na zachodzie (poprzez lasy komunalne Żurawiniec), Winogradami, Wilczym Młynem i Szelągiem na południu oraz poprzez rzekę Wartę z Główną i Karolinem na wschodzie. Teren Naramowic otacza dookoła teren obszaru SIM Osiedle Władysława Łokietka.

## Historia
Naramowice wzmiankowano, jako wieś, już w 1366. Wieś  szlachecka  położona była w 1580 roku w powiecie poznańskim województwa poznańskiego. W XVIII w. była to już duża wieś z dworem i dwoma młynami. W 1779 wspominano tutaj też browar, karczmę i kuźnię. W 2. połowie XIX w. na Naramowice składały się: właściwa wieś, a także osady Wilczy Młyn, Różany Młyn i Naramowice Olędry (nieistniejąca dziś wieś olęderska, założona w 1760). Do Poznania włączono najpierw właściwe Naramowice i Wilczy Młyn (1925), a resztę osad w 1940. Po II wojnie światowej Naramowice rozwijały się przede wszystkim w zakresie rolno-przemysłowym. Funkcjonowało tu duże gospodarstwo ogrodnicze. W jednej z hal tego przedsiębiorstwa otwarto pierwszy w Poznaniu market po roku 1989 – funkcjonował on pod marką Pozperito.
W październiku 1950 r. wyłączono z gminy Piątkowo gromadę Naramowice i włączono ją do Poznania.
Obszar Naramowic w latach 1954–1990 należał do dzielnicy Stare Miasto. W latach 80. XX wieku planowano budowę nowej zajezdni autobusowej u zbiegu ulic Bolka i Rubież.
W 1993 r. utworzono dwie jednostki pomocnicze miasta: Osiedle Poznań-Wilczy Młyn i Osiedle Poznań-Naramowice. W 2010 r. w Poznaniu przeprowadzono reformę funkcjonalną jednostek pomocniczych i 1 stycznia 2011 roku połączono osiedla administracyjne: Naramowice i Wilczy Młyn w jedno Osiedle Naramowice oraz przyłączono do niego tereny nieprzydzielone do żadnych jednostek.

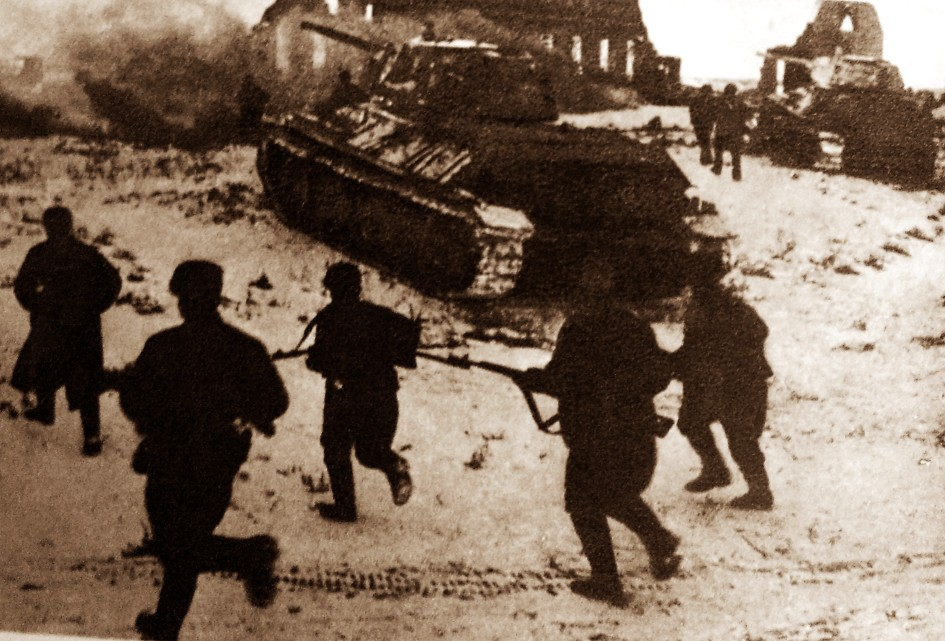
Północne przedpola Cytadeli, przypuszczalnie Naramowice w czasie walk podczas II wojny światowej w 1945. Zdjęcie Z. Szumowskiego
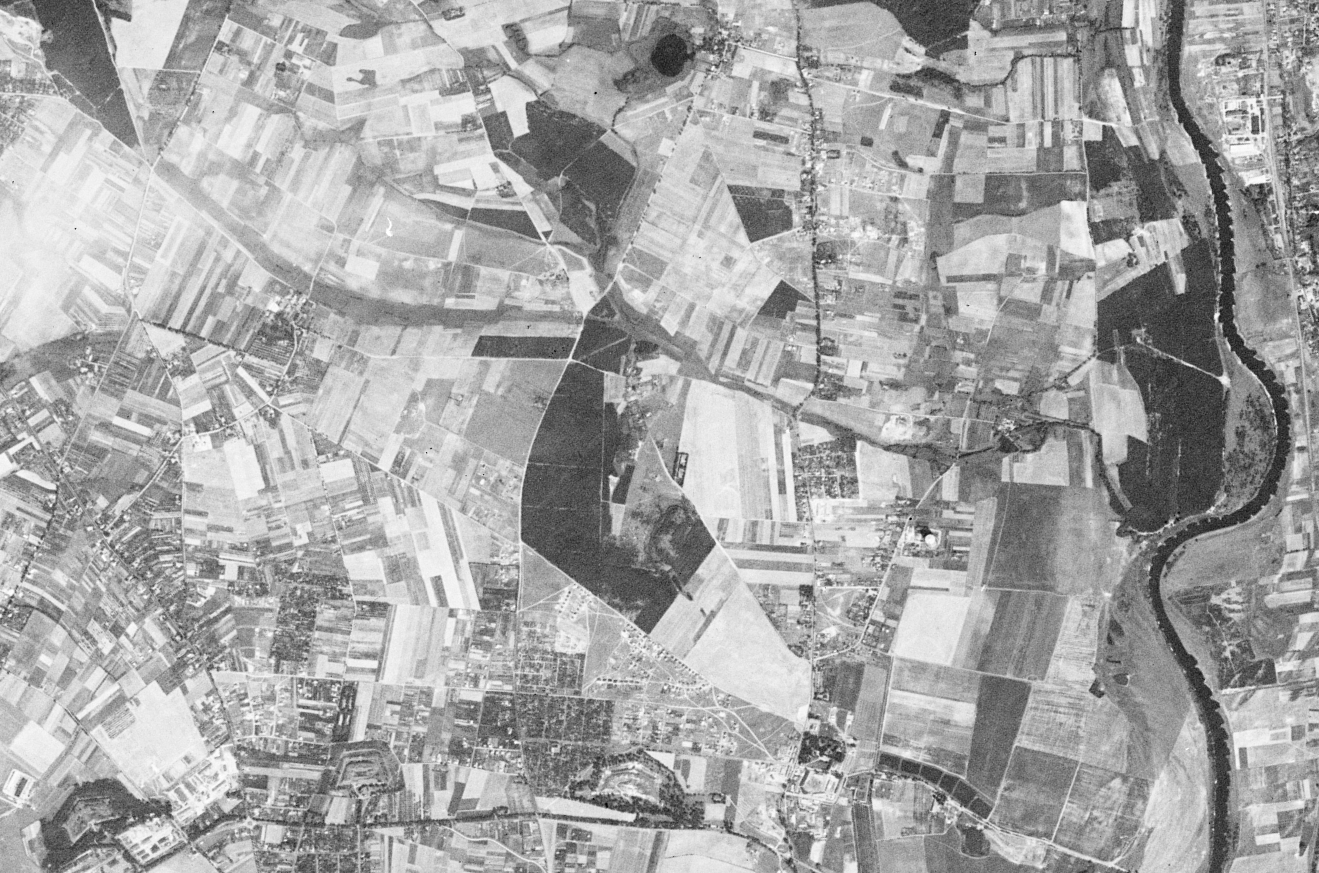
Tereny obecnego Piątkowa, Moraska, Umultowa i Naramowic sfotografowane przez satelitę wywiadowczego KH-4A 1023, w dniu 23 sierpnia 1965 roku
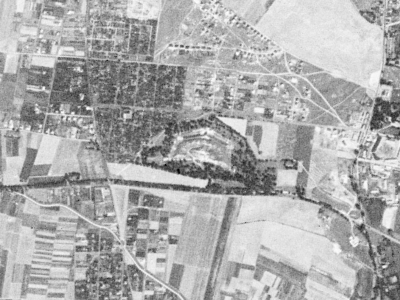
Zdjęcie Fortu V Twierdzy Poznań zrobione przez satelitę wywiadowczego KH-4A 1023, w tym samym dniu
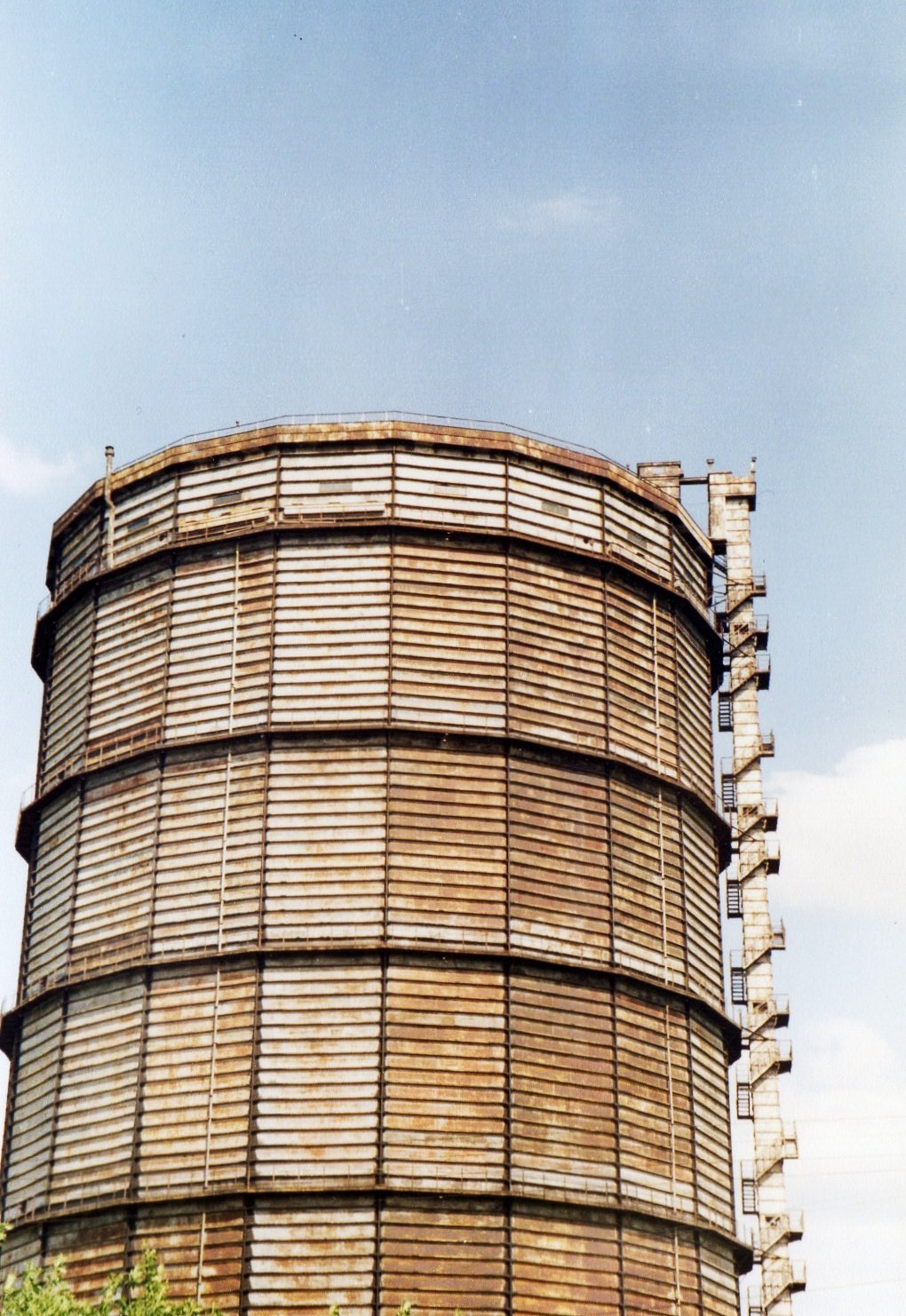
Zbiornik gazu na Naramowicach w 1993 roku

## Architektura
Dzielnica znajduje się w stadium rozwoju budownictwa mieszkaniowego, jest stale rozbudowywana o nowe jednostki (np. Osiedle Przy Rezerwacie, Osiedle Zielona Podkowa, Osiedle Żurawiniec), zwłaszcza w północnej części. Funkcja rolno-przemysłowa praktycznie zanikła. Istnieje część starszej zabudowy jednorodzinnej i porolniczej.
Osią Naramowic jest ulica Naramowicka, mająca swój początek na skrzyżowaniu z ul. Słowiańską. Niegdyś ulica Naramowicka zaczynała się tuż przy Cytadeli. Dziś początkowy odcinek dawnej ulicy Naramowickiej nosi nazwę ul. Przełajowa.
Naramowice są dzielnicą typowo mieszkalną, ale znajdują się tu też firmy, markety i restauracje, a także Kościół pw. Matki Boskiej Częstochowskiej z 1981. Za kościołem powstało w 2009 neomodernistyczne osiedle mieszkaniowe Małe Naramowice wzorowane na rozwiązaniach holenderskich.
Pamiątką Wielkiego Kryzysu z lat 30. XX wieku jest dawne Osiedle Opieki Społecznej, zbudowane w 1933.
Na posesji u zbiegu ulic Naramowickiej i Bolka stoi międzywojenna słupowa kapliczka z dużym krucyfiksem na szczycie i naczółkiem wykonanym z cegieł. Wewnątrz umieszczona jest niewielka Pietà (wcześniej stała tu figurka Matki Boskiej). Według tradycji parafialnej kapliczka ta była miejscem zbiorowych modlitw o dobrą pogodę dla rolników i obfite plony. Przy Zespole Szkół im. Jadwigi i Władysława Zamoyskich (ul. Rubież 20) stoi słupowa kapliczka maryjna (Matka Boska z Dzieciątkiem na wysokiej kolumnie). Na cokole umieszczona jest tablica z napisem: Królowej Polski za powtórne wskrzeszenie Ojczyzny 1918 i 1945.

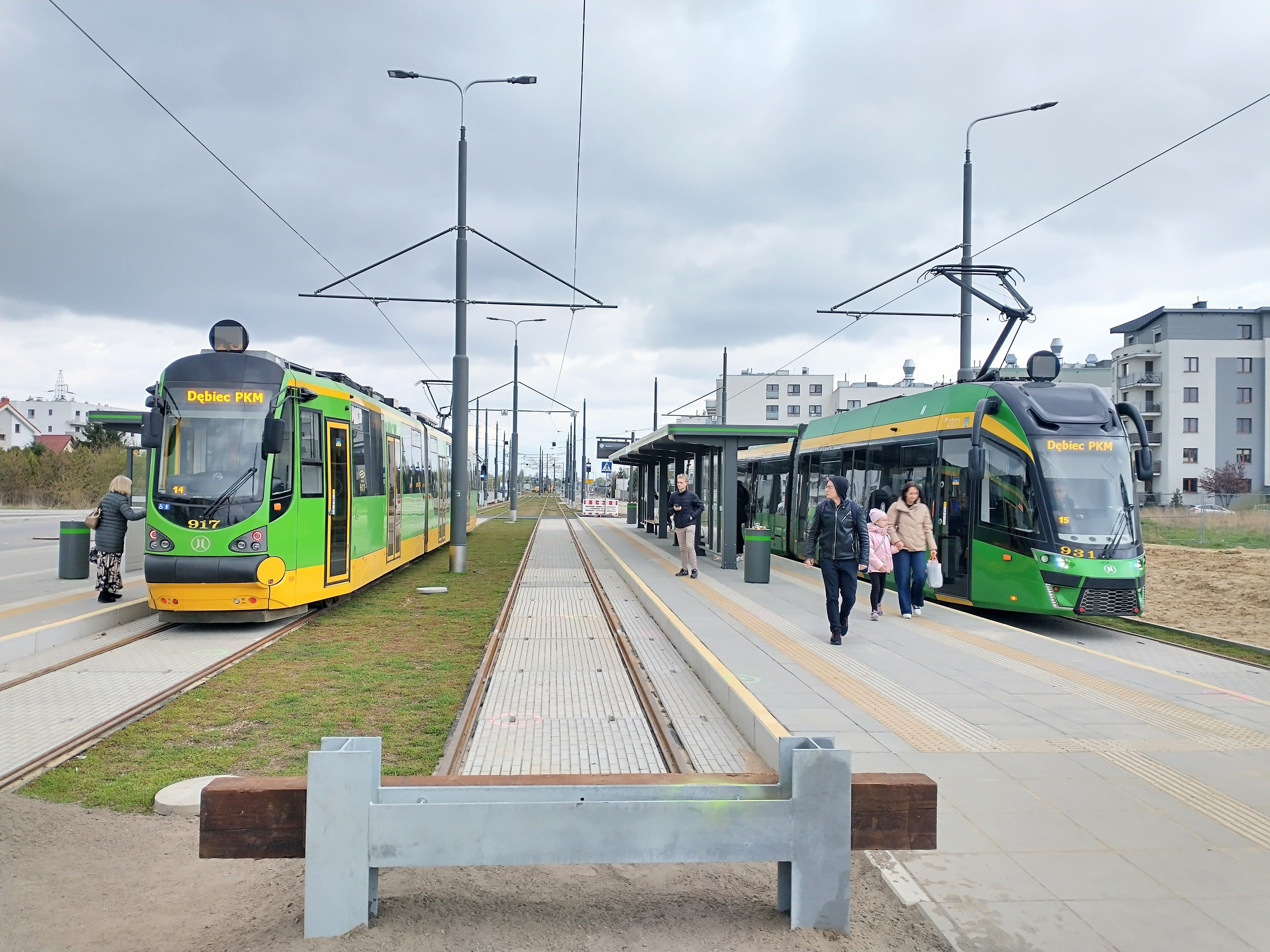
Krańcówka tramwajowa Błażeja
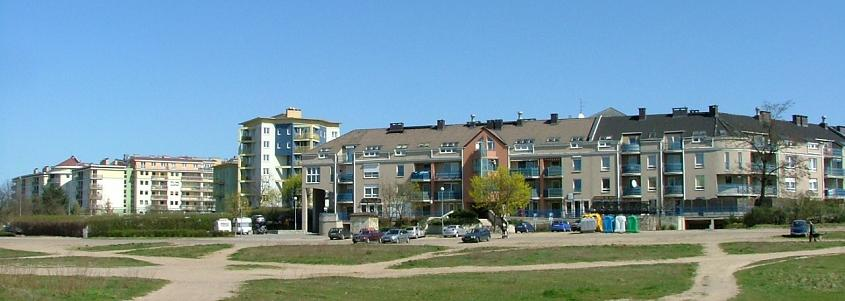
Osiedle Przy Rezerwacie (2009)
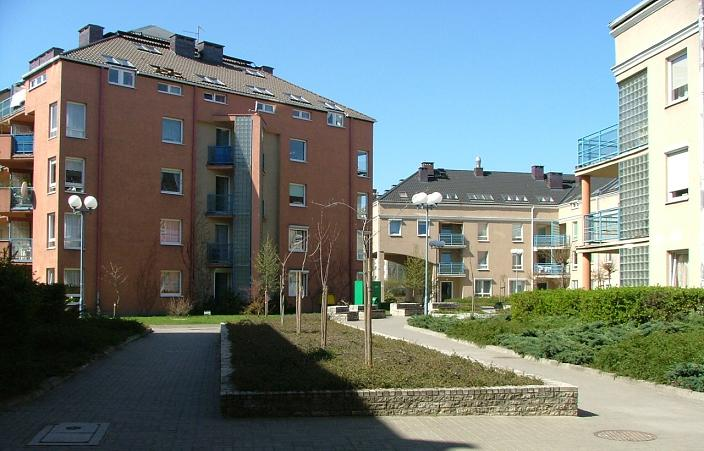
Osiedle w rejonie ul. Jasna Rola (2009)
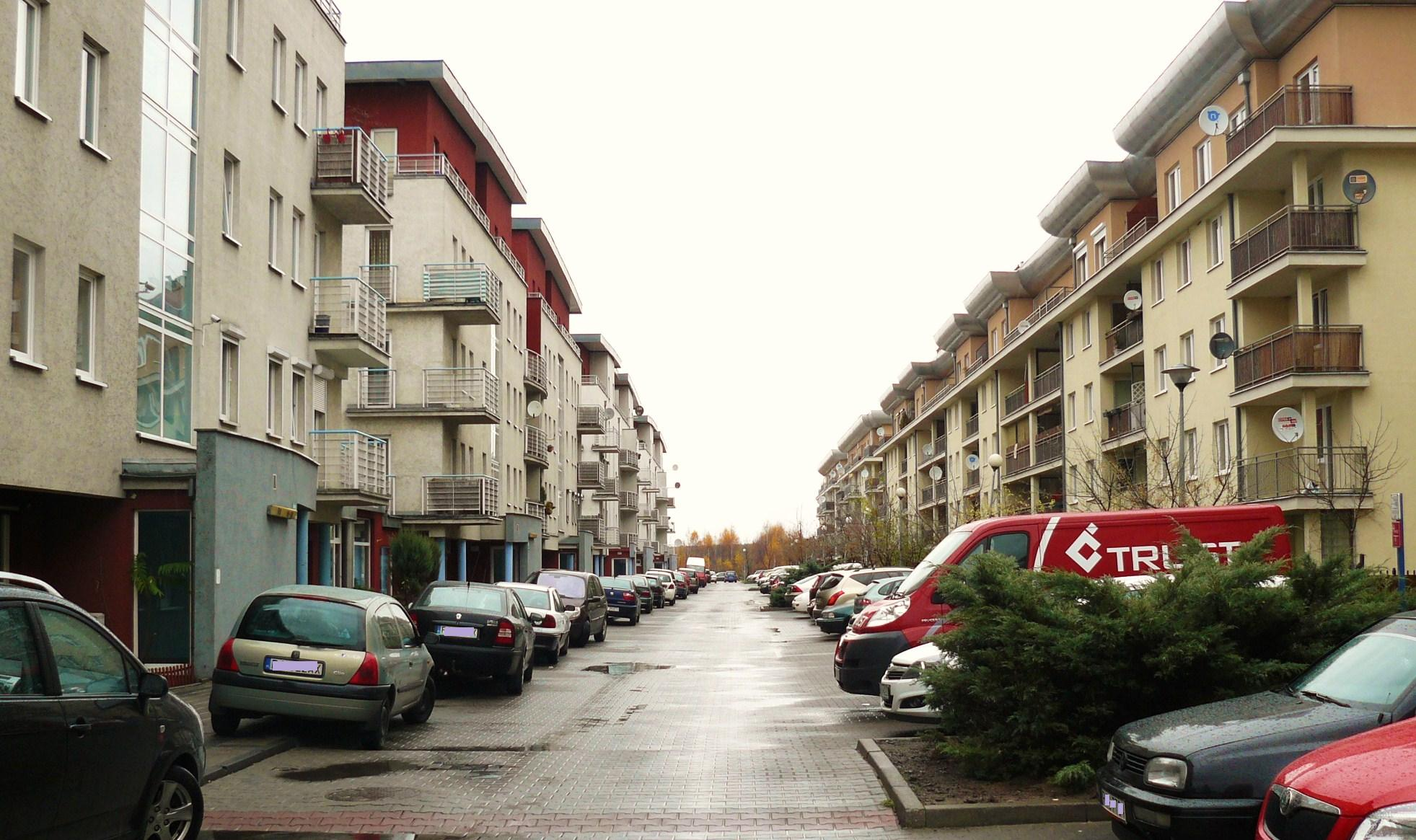
Osiedle Żurawiniec II (2011)
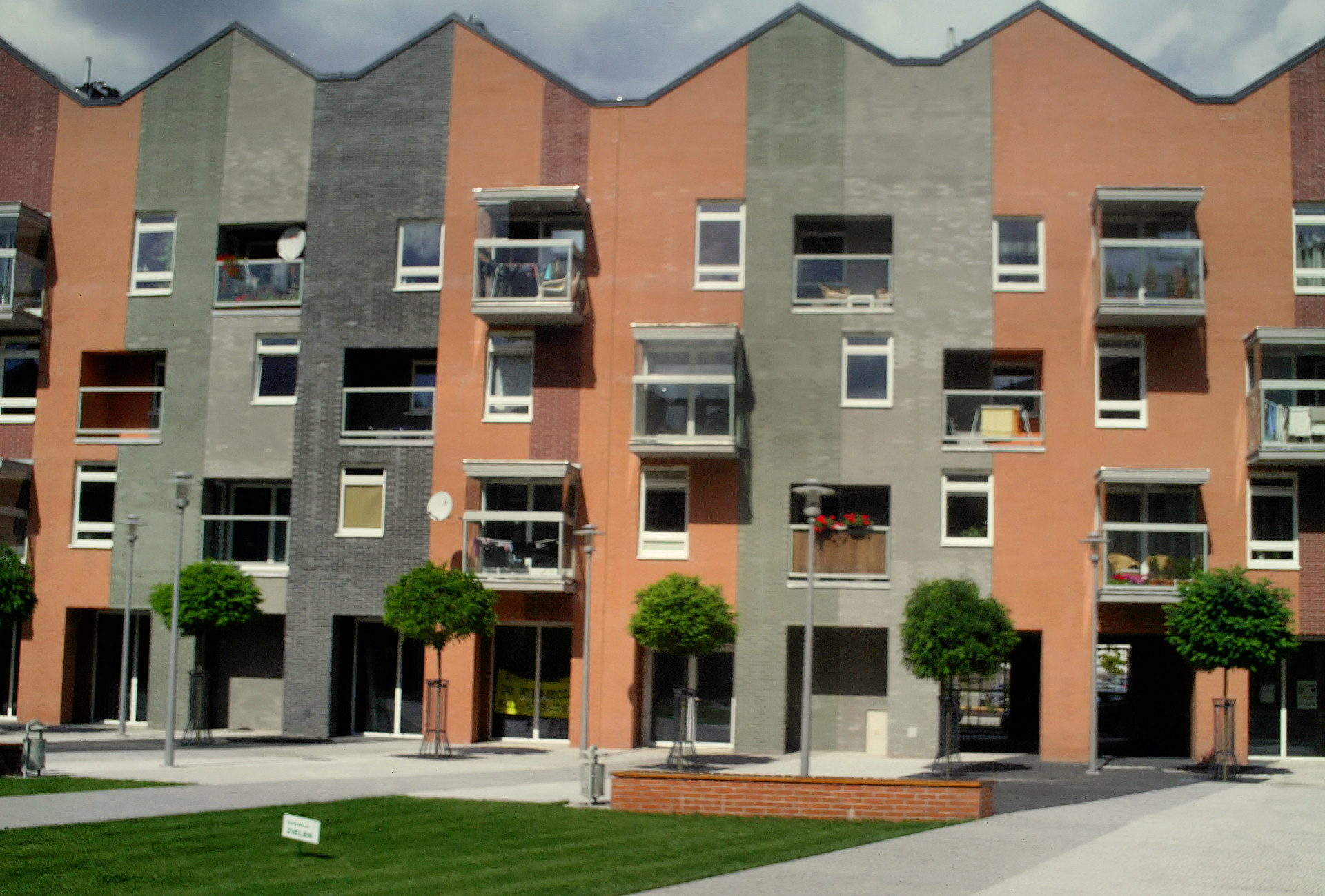
Osiedle Małe Naramowice (2010)
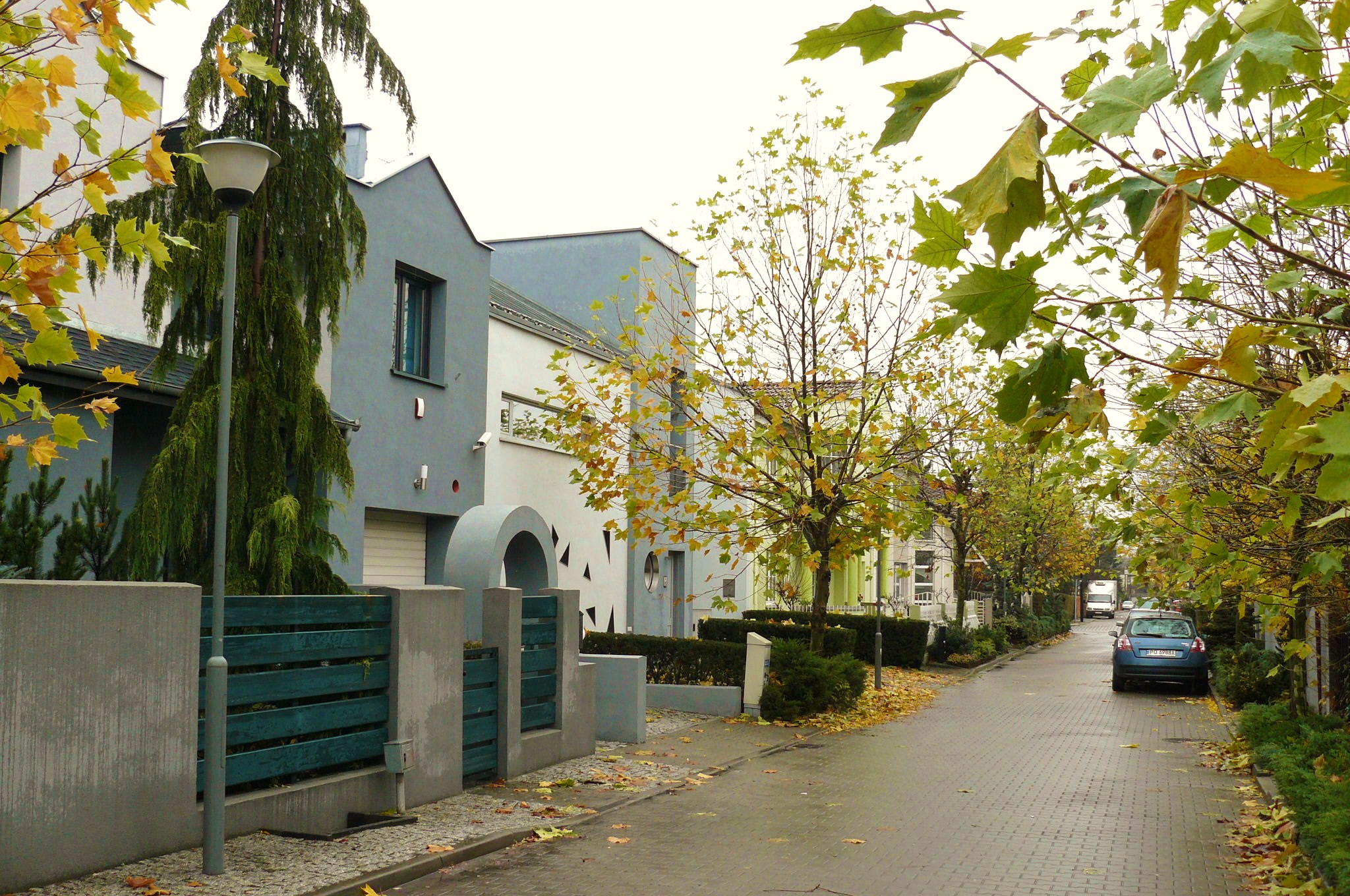
Osiedle za Fortem (2010)
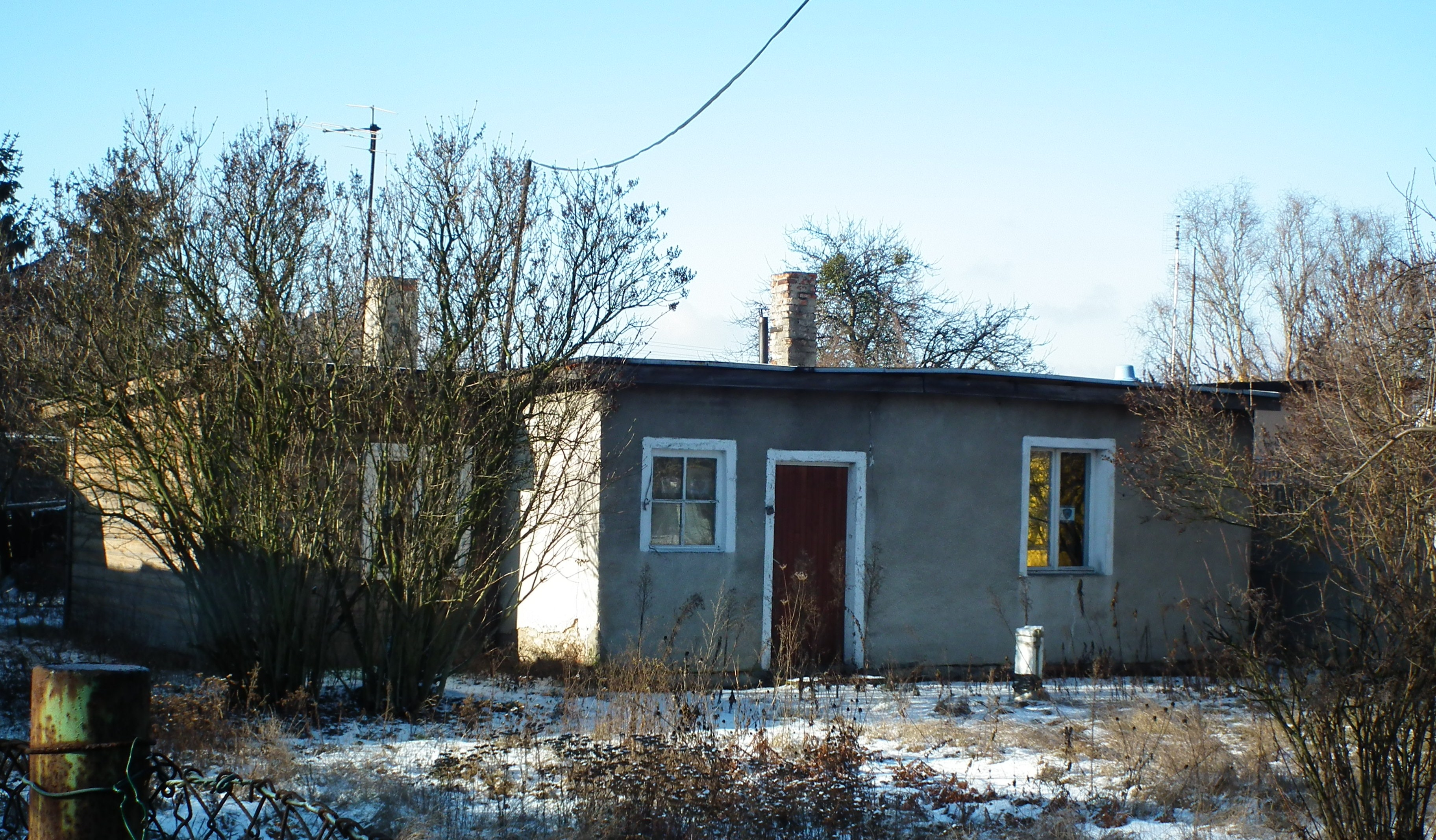
Dom przy ulicy Burgundzkiej wchodzący w skład zabudowy osiedla Opieki Społecznej (2016)
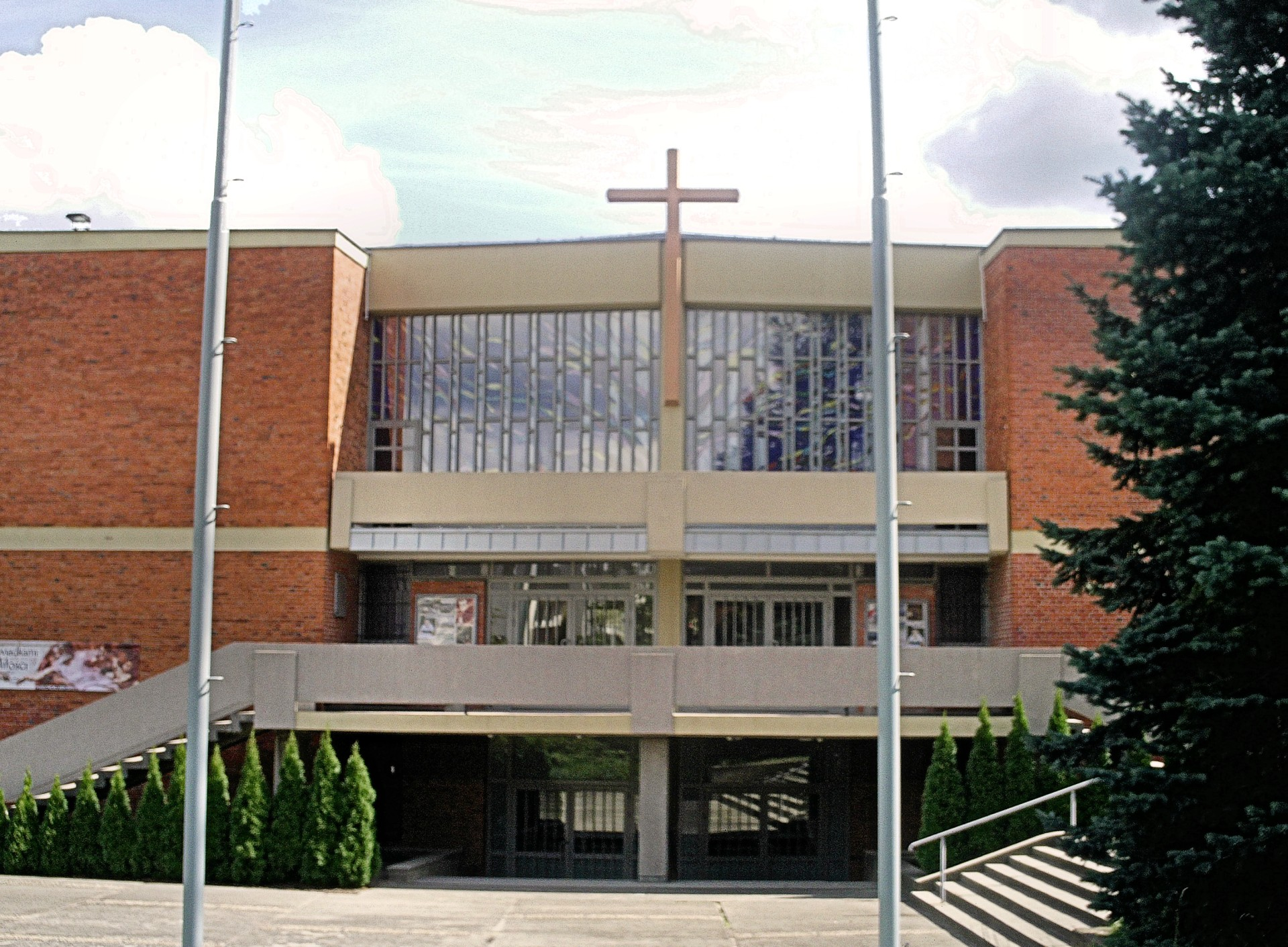
Kościół Matki Boskiej Częstochowskiej (2010)
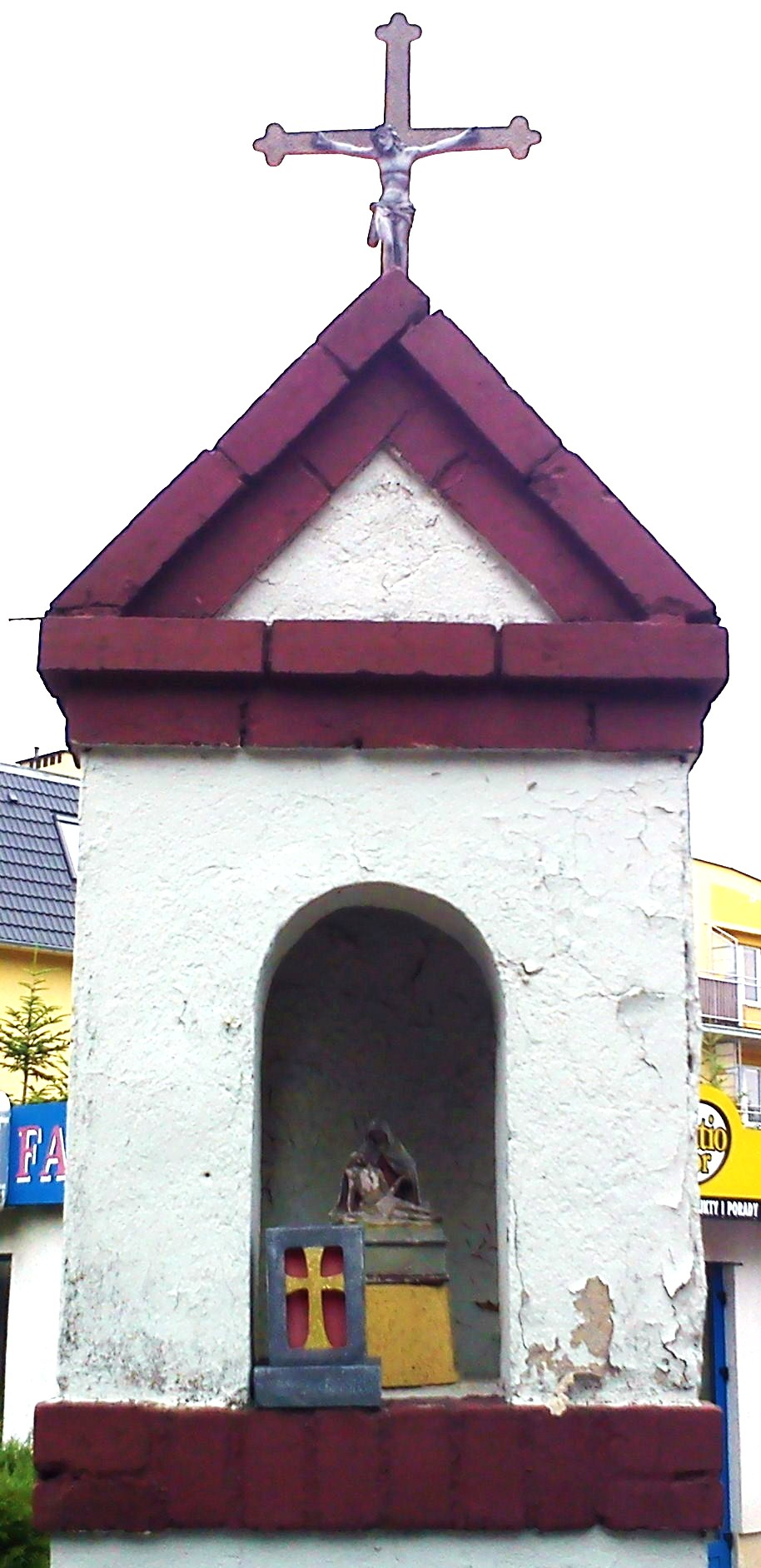
Kapliczka na rogu ulic Naramowickiej i Bolka (2011)

## Przyroda
W zachodniej części Naramowic, na pograniczu z Umultowem, znajduje się rezerwat przyrody Żurawiniec.

## Toponimia

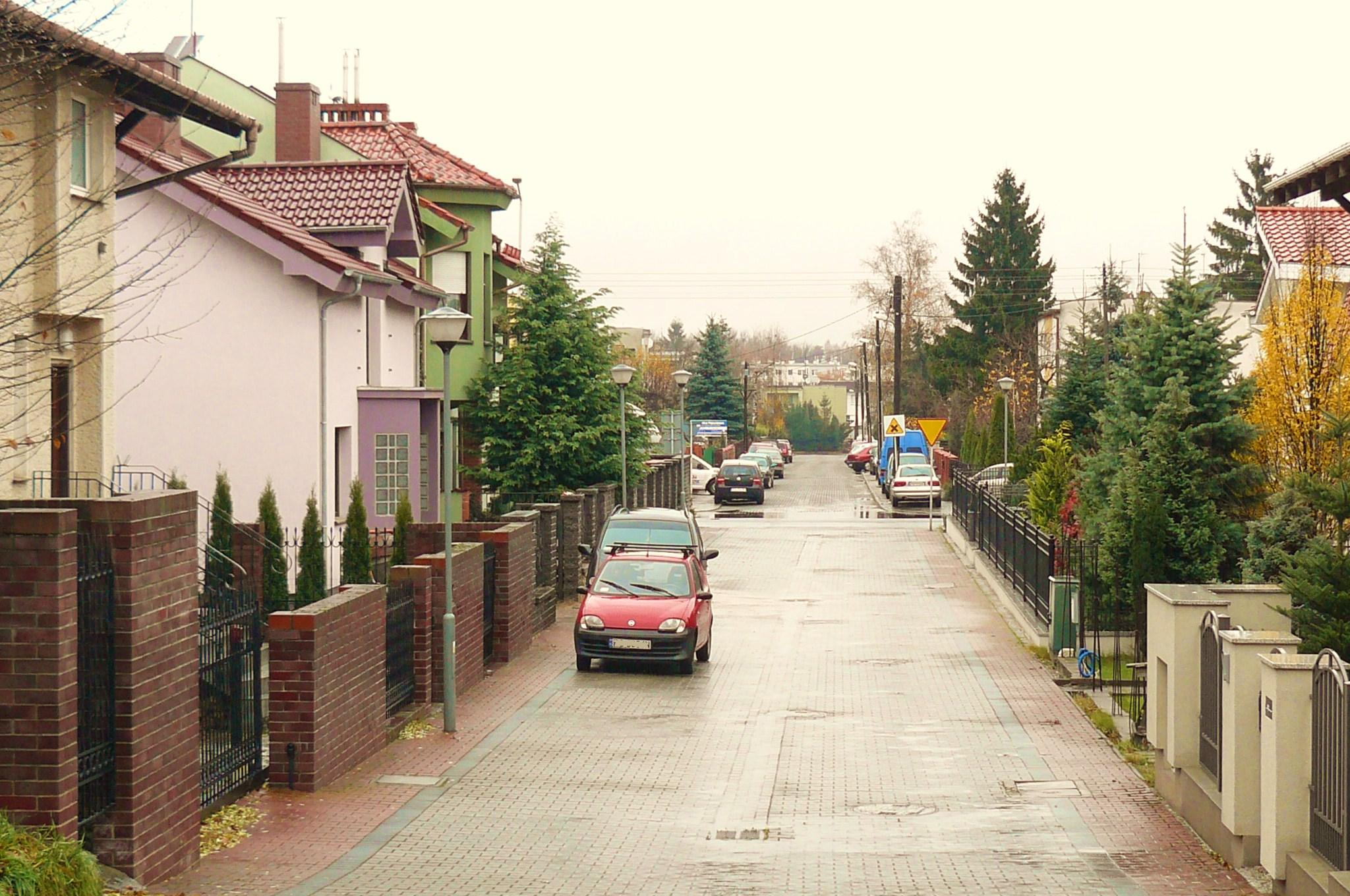
Ulice Franciszka Altera i Swarożyca (2010)

Nazwy ulic w obrębie Naramowic pochodzą z kilku grup toponimicznych:
- od imion zaczynających się na literę B – np. Boranta, Burysława, Bolka, Błażeja, Bogusława, Bogumiła, Bożymira, Bronisza, Budzisława
- od nazw ryb – np. Karpia, Sielawy
- od nazwisk generałów dowodzących jednostkami polskiej armii podczas kampanii wrześniowej w 1939 – np. Stanisława Grzmota-Skotnickiego, Edmunda Knolla Kownackiego, Franciszka Kleeberga
- od imion dawnych słowiańskich bóstw – Swarożyca, Kupały, Marzanny, Dziewanny i jednego bałtyjskiego – Perkuna.

Ponadto znajdują się tu pojedyncze ulice, które nie przynależą do żadnej z tych kategorii – Jasna Rola, Dworska, Czarnucha.

## Komunikacja
W okresie okupacji niemieckiej kursował na Naramowice z Garbar ciągnik marki Deutz napędzany gazem generatorowym z drewna, ciągnący przyczepę pasażerską. U zbiegu ulic Bolka i Rubież planowano w końcowych latach PRL zbudowanie dużej zajezdni autobusowej. W początku 1988 podjęto nawet w tym zakresie prace dokumentacyjne. Obiekt nigdy nie powstał.
23 kwietnia 2022 roku uruchomiono trasę tramwajową prowadzącą do przystanku krańcowego (bez pętli) przy ul. Błażeja. Ulica Naramowicka została po 23 kwietnia przebudowana wraz z uruchomieniem trasy tramwajowej. Obecnie przez Naramowice przejeżdżają tramwaje linii 3 i 10. Obsługę komunikacyjną dzielnicy zapewniają ponadto dzienne autobusy MPK Poznań tj.: 146, 167, 169, 911 oraz nocne: 214, 218 i 224.

## Kultura
W 2019 w pustostanie na terenie historycznego osiedla Opieki Społecznej powstał mikro dom kultury "Lotaryńska 6".